# Kumpunen (sjö i Hyrynsalmi, Kajanaland, Finland)
Kumpunen eller Kumpusenjärvi är en sjö i Finland. Den ligger i kommunen Hyrynsalmi i landskapet Kajanaland, i den centrala delen av landet, 500 km norr om huvudstaden Helsingfors. Kumpunen ligger 186 meter över havet. Arean är 37,4 hektar och strandlinjen är 3,34 kilometer lång. Sjön  ingår i Uleälvens huvudavrinningsområde. 